# Kommodo-Prozedur

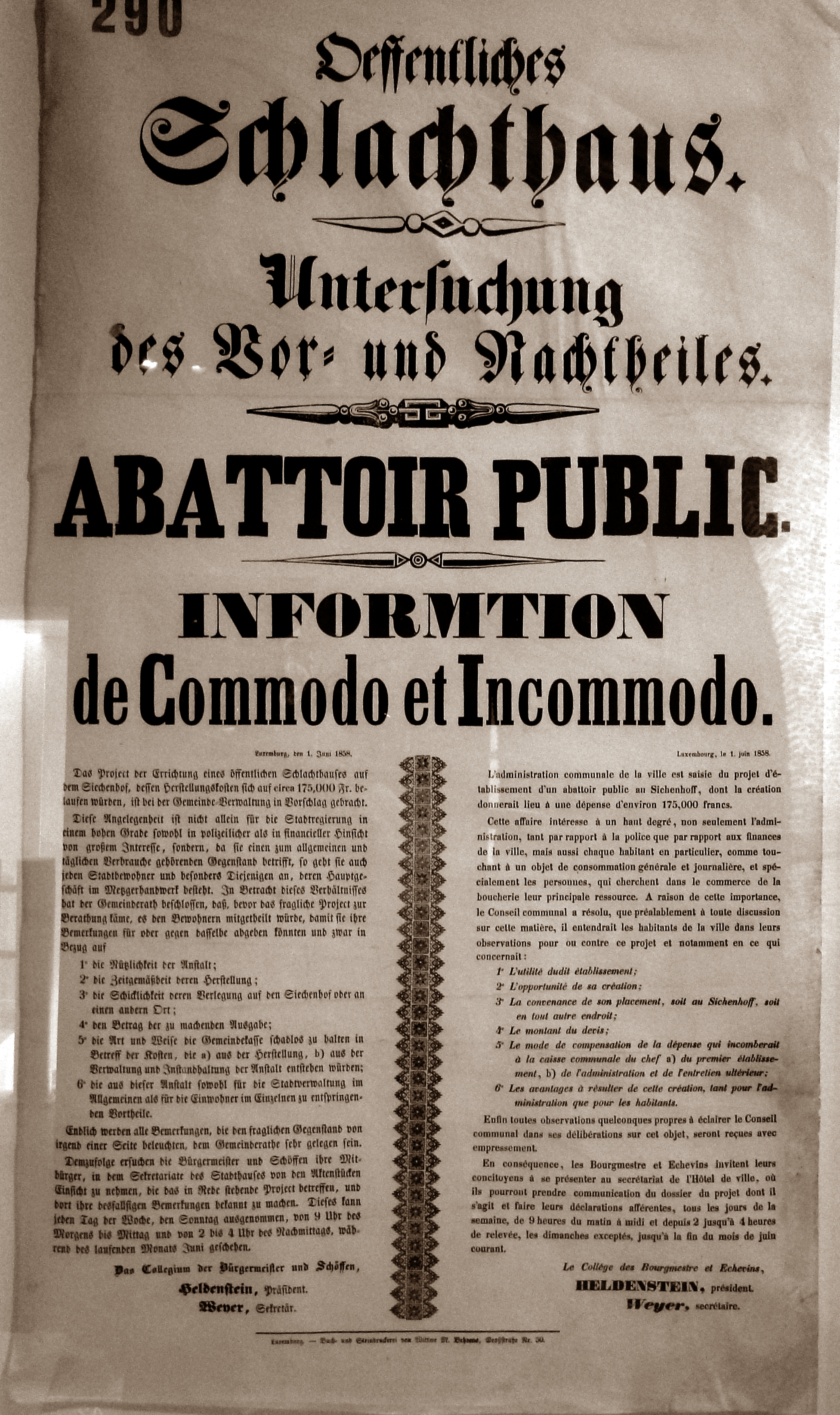
Commodo et incommodo Prozedur vom 1. Juni 1858 in Luxemburg für die Errichtung und den Betrieb eines Schlachthauses

Kommodo-Prozedur ist eine Kurzbenennung in Luxemburg für das Verfahren Commodo et Incommodo (im Sinne von: dt.: geeignet – ungeeignet), welches dazu dient, die Vor- und Nachteile eines geplanten industriellen, gewerblichen oder handwerklichen Projektes der öffentlichen Hand oder von Privatpersonen in einem öffentlich-rechtlichen Verfahren abzuwägen z. B. im Hinblick auf die:
- Vermeidung und Verminderung der Umweltverschmutzung[1],
- Schutz der Sicherheit, der Gesundheit oder Lebensqualität in der Umgebung des geplanten Projektes und für die beschäftigten Arbeitnehmer und zur
- Förderung einer nachhaltigen Entwicklung.[2]

Es handelt sich dabei um eine Betriebsgenehmigung bzw. Betriebsanlagengenehmigung für im Gesetz vorgesehene, klassifizierte Einrichtungen, von denen bestimmte Auswirkungen auf die Menschen oder die Umwelt erwartet werden und bei der mit der „Commodo“-Genehmigung die Bedingungen für die Einrichtung und den Betrieb einer Einrichtung (Niederlassung) festgelegt werden, um ihre Auswirkungen auf die Umwelt zu begrenzen und die Sicherheit der Arbeitnehmer, der Öffentlichkeit und der Nachbarschaft im Allgemeinen zu gewährleisten.
Zu beachten ist, dass die Genehmigung an den Ort der Genehmigung und nicht an den Betreiber gebunden ist.

## Einteilung und Verfahren
Die verschiedenen Arten von Einrichtungen oder Aktivitäten sind in mehrere Klassen (1, 2, 3 oder 4) eingestuft. Das jeweils anwendbare Genehmigungsverfahren bestimmt den Umfang der Untersuchungen und Genehmigungen etc. Je nach Klasse sind die Anträge beim
- Umweltamt[8] (Administration de l’environnement) für die Klassen 1, 3 und 3B (Einrichtungen der Klasse 4 müssen lediglich dem Umweltamt gemeldet werden),
- der Gewerbeaufsicht[9] (Inspection du travail et des mines – ITM) bei Klasse 3A oder
- beim Bürgermeister der jeweiligen Gemeinde bei Klasse 2,

einzureichen. Der Betrieb darf erst nach Erteilung  der Genehmigung aufgenommen werden. Die in der Genehmigung auferlegten Auflagen sind einzuhalten. Für die Aushub- und Erdarbeiten auf Baustellen von baulichen Anlagen gilt unter Umständen eine zeitweilige Genehmigung.
Die "Commodo"-Genehmigung entbindet nicht von der Pflicht zur Einholung aller anderen erforderlichen Genehmigungen aufgrund anderer gesetzlicher Bestimmungen, wie z. B.: Genehmigungen im Zusammenhang mit dem Erwerb eines Grundstücks oder eines Gebäudes, wie z. B. eine Baugenehmigung oder verkehrs- oder wegerechtlichen Genehmigungen, wasserrechtlichen Genehmigungen, Genehmigungen für die Emission von Treibhausgasen, Genehmigungen im Bereich des Denkmalschutzes und andere mehr.

### Beispiele
Alle im Verzeichnis klassifizierter Einrichtungen (Nomenclature et classification des établissements classés) aufgelisteten Aktivitäten und Anlagen können unter Umständen genehmigungspflichtig sein, darunter:
- Baustellen: Aushub-/Erdarbeiten, Dekontamination verunreinigter Böden usw.;[10]
- Handwerk: Kfz-Reparatur- und -Instandsetzungswerkstätten, Metzgereien, Bäckereien, Brauereien, Wäschereien, Druckereien, Gaststätten usw.;
- Einrichtungen: Bürogebäude, Parkhäuser, Pflegeheime, Tankstellen, Schwimmbäder usw.;
- Technische Anlagen und Lager: Verbrennungsanlagen, Aufzüge, Sender elektromagnetischer Wellen, Transformatorenstationen, Lager für chemische Produkte usw.

### Antragstellung
Die Antragstellung richtet sich nicht nur im Hinblick auf die unterschiedlichen genehmigenden Behörden, sondern auch im Hinblick auf die maximale Dauer des Verfahrens, auf die beizufügenden Unterlagen und Anzahl der Kopien nach den entsprechenden Klassen. Ebenso im Hinblick auf die öffentliche Anhörung, die den eigentlichen Kern des Commodo et Incommodo-Verfahrens bildet im Zusammenhang mit der Klasse 1 oder Klasse 2 (bei Verfahren nach den Klassen 3, 3A und 3B unterliegen der Genehmigung durch den jeweiligen Minister und eine Anhörung wird nicht als erforderlich betrachtet).
Seit 3. Juli 2017 wurde eine Vereinfachung der Kommodo-Prozedur eingeführt. Es ist nun auf elektronischem Wege für die Klassen 1, 1A, 1B, 3, 3A und 3B möglich, den Antrag auszufüllen und soll auch in Kürze möglich sein, diesen elektronisch einzubringen (sog.: e-Commodo).

### Sonderfälle
Bei bestimmten Einrichtungen der Klasse 1 können eine Umweltverträglichkeitsprüfung (UVP) und/oder eine Risikoanalyse sowie ein Bericht zur Gebäudesicherheit im Hinblick auf die Arbeitnehmer, den Arbeitsplatz und die öffentliche Sicherheit verlangt werden. Werden wesentliche Auswirkungen auf den Menschen und/oder die Umwelt in einem anderen Staat befürchtet, so werden die Antragsunterlagen auch an diesen Staat übermittelt. Die Übermittlung erfolgt spätestens im Hinblick auf den Zeitpunkt der öffentlichen Anhörung, so dass die Behörden dieses Staates bzw. die betroffene Bevölkerung die Möglichkeit zur Abgabe einer Stellungnahme haben (wenn möglich, bevor die Entscheidung der zuständigen Behörden ergeht).
Eine neue Genehmigung ist erforderlich, wenn:
- die Inbetriebsetzung nicht innerhalb der Frist erfolgt ist, die im Genehmigungsbescheid genannt wird;
- der Betrieb während 3 Jahren in Folge ausgesetzt war;
- die Einrichtung durch einen Unfall zerstört oder außer Betrieb gesetzt wurde.[16]

### Rechtsmittel
Rechtsmittel gegen eine Entscheidung der Behörden können beim Verwaltungsgericht  eingelegt werden im Hinblick auf eine Entscheidung oder die Zulässigkeit/Unzulässigkeit von Unterlagen. Dies auch bei Untätigkeit der Behörde.